# Thạch Bình, thành phố Hà Tĩnh
Thạch Bình là một xã thuộc thành phố Hà Tĩnh, tỉnh Hà Tĩnh, Việt Nam.

## Lịch sử hành chính
Theo gia phả của các dòng họ, thì Xã Thạch Bình (làng Phất Nạo) được hình thành từ cuối thể kỷ XV đến đầu thế kỷ XVI. Dưới thời nhà Nguyễn (1831) đến năm 1947 là xã Phất Nạo, thuộc huyện Thạch Hà, Tổng Thượng Nhị.
Phất Nạo là một làng cổ, có kinh tế phát triển với nông nghiệp và một số ngành thủ công đặc thù, đặc biệt là nghề bện nôi. Nhưng tiêu biểu của Phất Nạo là làng học hành khoa bảng. Có tiến sỹ là Trần Viết Thứ (1487-1556) đỗ Đệ tam giáp tiến sỹ đồng xuất thân khoa Tâm Mùi, đời Lê Tương Dực, niên hiệu Hồng Thuận thứ 3(1511); Nguyễn Hoành Từ (1536-1599) đỗ Đệ nhị giáp tiến sỹ; Thám Hoa là Đặng Văn Kiều (1824-1881) thi đỗ Đệ Nhất giáp Đệ tam danh nhã sỹ cập Đệ nhất danh, khoa thi đặc biệt gọi là chế khoa năm Ất Sửu, niên hiệu Tự Đức thứ XVIII (1865) (tức là Thám Hoa).
Trước 1945, xã có tên gọi là làng Phất Nạo (Phật Nạo, Phất Náo, Phất Não, Phất Nhiễu) thuộc tổng Thượng Nhị - huyện Thạch Hà - tỉnh Nghệ Tĩnh.
Từ sau cách mạng tháng 8/1945 - 2/1947 là xã Phất Nạo - huyện Thạch Hà.
Từ 2/1947 - 2/1954, sáp nhập với xã Thăng Bình (bao gồm 2 xã Đại Nài và Văn Thư nay là phường Đại Nài và xã Thạch Tân đã nhập từ sau khi giành chính quyền 8/1945) thành xã Thăng Bình mới. Ngay khi sáp nhập, xã Thăng Bình có 6.491 nhân khẩu và một diện tích canh tác 2.215 mẫu, toàn xã có 14 giáp cũ và thêm  Đông Bình với 3 ấp: Thạch Bình, Yên Lạc, Tân Vịnh và 19 hộ ngư dân.
Từ tháng 2 năm 1954, xã Thăng Bình lại được chia làm 3 xã nhỏ: Thạch Bình, Thạch Tân, Thạch Hoà
Từ 1976- 1991, là xã Thạch Bình - huyện Thạch Hà - tỉnh Nghệ Tĩnh.
Từ 1991- 2004, xã thuộc huyện Thạch Hà - tỉnh Hà Tĩnh.
Đến tháng 1 năm 2004, xã Thạch Bình được chuyển từ huyện Thạch Hà sáp nhập vào Thị xã Hà Tĩnh.
Từ 2007 - nay là xã Thạch Bình - tp Hà Tĩnh - tỉnh Hà Tĩnh.
Theo định hướng của Chương trình phát triển đô thị tp Hà Tĩnh (QĐ số 3926/QĐ-UBND ngày 9/10/2015) thì xã Thạch Bình sẽ trở thành phường vào năm 2021.
Trong những năm kháng chiến chống giặc ngoại xâm, nhân dân xã Thạch Bình đã cùng với nhân dân cả nước anh dũng hy sinh sức người, sức của tham gia các phong trào chống giặc cứu nước. Với những thành tích trong 2 cuộc kháng chiến, xã Thạch Bình đã được Nhà nước phong tặng danh hiệu Anh hùng Lực lượng vũ trang vào năm 1998.

## Địa lý
Tổng diện tích tự nhiên của xã Thạch Bình là 371 ha (3,71 km vuông)
Phía Bắc giáp xã Tượng Sơn và xã Thạch Thắng của huyện Thạch Hà;
Phía Đông giáp xã Cẩm Bình, huyện Cẩm Xuyên;
Phía Nam giáp xã Cẩm Vịnh, huyện Cẩm Xuyên;
Phía Tây giáp phường Đại Nài, thành phố Hà Tĩnh.
Xã trước đây có 8 thôn: Bình Bắc, Bình Nam, Bình Tây, Bình Đông, Bình Lý, Bình Yên, Bình Minh và Xóm Mới. Hiện nay theo chủ trương sáp nhập các thôn thì xã còn lại 6 thôn, gồm: Bình Lý, Bình Yên, Bình Minh, Xóm Mới, Đông Nam (Bình Đông và Bình Nam gộp lại), Tây Bắc (Bình Tây và Bình Bắc gộp lại)

## Di tích - Danh thắng
Tính đến ngày 1 tháng 10 năm 2021, xã Thạch Bình có 5 di tích lịch sử văn hoá cấp tỉnh, gồm:
- Nhà thờ Nguyễn Cao Đôn ở thôn Bình Minh;
- Đền thờ và mộ Nguyễn Đình Quyền ở thôn Tây Bắc (đền Quan Trung);
- Nhà thờ Thám hoa Đặng Văn Kiều ở thôn Bình Minh;
- Nhà thờ Trần Hữu Dần ở thôn Bình Lý;
- Nhà thờ Trần Danh Hùng ở thôn Tây Bắc (theo quyết định số 3287/QĐ-UBND ngày 29.9.2021 của UBND tỉnh Hà Tĩnh).
Địa bàn xã trước đây còn có Chùa Vãn Nghiêu nhưng chùa đã bị phá huỷ. Hiện nay, UBND tp Hà Tĩnh đang cho nghiên cứu để xây dựng phục hồi lại chùa.
Ngoài ra, xã trước đây có bến Đò Neo là nơi buôn bán tấp nập Trên bến dưới thuyền bên sông Phủ (sông Ngàn Mọ) nhưng nay bến Đò Neo đã không còn dấu tích.
Từ xa xưa trên địa bàn xã này có tuyến kênh Nhà Lê nối từ  kinh đô Hoa Lư đến Đèo Ngang đi qua, là tuyến đường thủy đầu tiên trong lịch sử Việt Nam và được coi là tuyến đường Hồ Chí Minh trên sông vì những đóng góp cho các cuộc chiến tranh của người Việt.

## Giao thông
1. Đường bộ: Địa bàn xã có 2 tuyến đường bộ đi qua gồm: - Quốc lộ 1 (đường Hà Huy Tập) đoạn qua Thạch Bình dài 2 km kéo dài từ Cầu Phủ đến Cầu Cao chạy qua các thôn: Thôn Mới, Bình Minh, Bình Lý. Theo tuyến đường huyết mạch quốc gia này chúng ta có thể vào nam ra bắc hay ngược lên đường 8 hoặc đường Hồ Chí Minh để sang Lào và Thái Lan. - Tuyến đường lớn thứ hai chạy qua xã là đường GTNT Thạch Bình - Cẩm Thăng (đường 26), đoạn qua địa bàn xã được mang tên danh nhân Đặng Văn Bá. Đường này bắt đầu từ Ngã ba Thạch Bình chạy qua trung tâm xã tới thôn Đông Nam rồi chạy tiếp vào Cẩm Xuyên. Theo đường này chúng ta sẽ đến được các xã vùng biển ngang các huyện Thạch Hà, Cẩm Xuyên, Kỳ Anh rồi tiếp cận tuyến đường ven biển để ra Xuân Hội, Thạch Hải hoặc vào Thiên Cầm, Vũng Áng.
2. Đường thủy: Xã được bao quanh một phần bởi sông Phủ (Nài Giang, Rào Cái hay sông Ngàn Mọ) - một nhánh của sông Cửa Sót, và là ranh giới tự nhiên của xã với phường Đại Nài. Trước đây từ cầu Phủ, thuyền buôn có thể xuôi theo dòng sông Phủ ngược lên hồ Kẻ Gỗ rồi tiếp tục vào tận cửa khẩu Kỳ Anh, hoặc từ đây xuống ngả Ba Sơn thông ra cửa Sót, cửa Nhượng, qua Can Lộc, nhập sông La lên Đức Thọ, Chu Lễ, Phố Châu, ngược mãi lên tận biên giới Việt - Lào. Củng từ đây theo sông Phủ thuyền bè đi ngược lên Ngàn Mọ lấy gát, phục vụ cho xây dựng kiến thiết, khai thác gỗ.